# Chrysophlegma
Chrysophlegma är ett fågelsläkte i familjen hackspettar inom ordningen hackspettartade fåglar.
Släktet omfattar tre arter av grönspettar som förekommer från Costa Rica till norra Bolivia. Ett ytterligare taxon urskiljs som egen art av Birdlife International:
- Bandad grönspett (C. miniaceum)
- Orangehalsad grönspett (C. mentale) 
  - C. m. humii – urskiljs som egen art av Birdlife International
- Gulnackad grönspett (C. flavinucha)

Arterna i släktet placerades tidigare bland gröngölingarna i släktet Picus. DNA-studier visar dock att de trots mycket liknande utseende inte är nära släkt.